# Жила Володимир Іванович
Д-р Володимир-Тарас Іванович Жила (нар. 25 червня 1919, Збараж — пом. 15 листопада 2004, Лаббок, Техас, США) — український громадсько-культурний діяч, літературознавець, філософ, публіцист, редактор. Дійсний член НТШ, Української вільної академії наук у США та Канаді, член Національної спілки письменників України. Доктор філософії у галузі слов'янської філології УВУ (Мюнхен, 1967). Лицар Ордена «За заслуги» 3-го ступеня (2000). 7 грудня 1992 року Іван Павло ІІ нагородив Володимира Жилу лицарським хрестом ордена святого Григорія Великого..

## Життєпис
Народився 25 червня 1919 р. у м. Збаражі. Родина Жилів проживала в північному районі міста у так званих Садках Великих (сьогодні вулиця Шашкевича). Батько — Іван Жила працював вчителем, мати — Софія. Тут навчався у народній школі, згодом — у польській гімназії, оскільки української тоді у місті не було. З юнацьких років прилучився до роботи в ОУН. 1938 року вступив на правничий факультет Львівського університету, однак навчання перервала війна.
У травні 1941 року Володимира призвали до Червоної армії. У липні того ж року потрапив у німецький полон, звідки його згодом відпустили. Перебуваючи в таборах Німеччини, видавав журнали «Україна» (1943—1945) і «Вояцька слава», що пропагували ідеї незалежності України. 1945 р. доля звела Володимира Жилу з отаманом Тарасом Боровцем («Бульбою»), який тоді формував парашутну бригаду Української національної армії. До неї наприкінці лютого того ж року зарахували Володимира, і він успішно виконував обов'язки політично-освітнього виховника. За це був нагороджений Хрестом Українського Козацтва із золотою лавровою гілкою на стяжці.
Після закінчення війни проживав у м. Філлі (Австрія), редагував часопис «Українські вісті», який 7 січня 1946 р. англійська окупаційна влада під тиском радянського командування заборонила. Від січня до серпня 1946 р. Володимир Жила був комендантом першого українського переселенського табору «Піккольо» (Австрія).
У квітні 1948 р. емігрував із сім'єю до Бразилії, де у вересні того ж року започаткував український часопис «Наша думка», а згодом став одним із засновників українського товариства «Соборність».
Відтоді наш земляк дедалі більше цікавився церковними та релігійними справами, уміло поєднуючи їх вирішення з політичною й науковою діяльністю. 1952 р. родина Жилів залишила Сан-Паулу та переїхала до м. Вінніпегу в Канаді. Володимир докладав багато зусиль, щоби прогодувати сім'ю. Незважаючи на невлаштований побут та скрутне фінансове становище, Володимир Жила продовжував активно займатися громадською роботою серед української громади, знаходив час для наукових занять, проводив конференції та інші патріотичні заходи.
1962 р. Володимир Жила здобув магістерський диплом математично-природничого факультету Слов'янського відділу Манітобського університету та розпочав докторські студії під керівництвом професора Ярослава Рудницького.
Згодом учителював у різних школах Канади, викладаючи хімію, фізику, історію та географію; на вечірніх курсах Вінніпезького шкільного дистрикту — російську та німецьку мови. У листопаді 1963 р. переїхав із сім'єю до США. У 1964—1967 рр. навчався в докторантурі в Українському вільному університеті в м. Мюнхені (Німеччина). Склав малий ригориз із філософії та структуральної психології й великий ригориз із української та слов'янської філології. На підставі дисертації «Іван Франко як дослідник української полемічної літератури кінця XVI — початку XVII століть» здобув докторський ступінь із відзнакою.
У 1969 р. д-р В. Жила отримав громадянство США, і Техас став для нього другою батьківщиною. У науковому світі Америки наш земляк поступово набув широкої популярності й заслужено користувався авторитетом і шаною. Ще в юні роки досконало опанував англійську, німецьку, польську, російську, відтак вивчив португальську та деякі слов'янські мови, що неабияк допомогло йому в науковій і суспільно-політичній праці.
Професор Володимир Жила викладав іноземні мови та літератури в Техаському університеті, заснував і спонсорував слов'янський клуб «Слово», долучився до роботи в Українському історичному, Американському назвознавчому товариствах, був діяльним у НТШ та інших наукових організаціях. У 1966—1968 рр. Володимир Жила — віце-президент, а у 1968—1970 рр. — президент Американської асоціації викладачів слов'янських і східноєвропейських мов. Володимир Жила автор наукових праць із українознавства та славістики, перекладу англійською з польської «Фонетичного опису української мови» І. Зілинського, численних статей, нарисів, рецензій із літератури, ономастики, топоніміки та інших книг.
У 1986 р. наш земляк очолив Міністерство культури і науки, з 1989 року — Міністерство зовнішніх справ уряду УНР в екзилі. Після проголошення незалежності України Володимир Жила ще більше активізував свою політичну діяльність. У червні та вересні 1992 р. 28 днів мешкав у Києві, майже тиждень перебував на засіданнях Верховної Ради, використовував кожну нагоду, щоби чимось допомогти землякам. Виступав із доповідями у Національній бібліотеці України ім. В. Вернадського, Київському технологічному інституті харчової промисловості. Зустрічався з тернополянами на зборах Крайового руху в Тернополі та у обласній організації Спілки письменників України.
Помер 15 листопада 2004 р. у м. Лаббок, штат Техас (США). Похований на Цвинтар святого Андрія у Саут-Баунд-Брук.

## Доробок
Володимир Жила редактор книги «Збаражчина» (у 2-ох томах), автор понад 1200 статей, перекладів і рецензій з літератури, ономастики і топоніміки.
Окремі видання
- Жила В. Апостольський Екзархат у Німеччині і Скандинавії. Мюнхен, 1989;
- Жила В. Бібліографія Михайла Г. Марунчака. — Вінніпег, 1991. — 157 с.
- Жила В. Відрадне явище //Визвольний шлях. — 1984. — № 9. — С. 1150—1151.
- Жила В. Збуджують думки, викликають роздуми… // Визвольний шлях. — 1993. — № 1. — С. 115—120.
- Жила В. З історії українознавства й славістики в Канаді. — Вінніпег: Накладом УВАН, 1961. — 96 с.
- Жила В. Ідейні основи Шевченкового «Гамалії». — Вінніпег: УВАН, 1958. — 23 с.
- Жила В. Йоганн Вольфганг фон Гете в українській літературі (німецькою мовою). Мюнхен, 1989;
- Жила В. Об'єднання українських письменників «Слово» (1954—1997) // Західньоканадський збірник — 3. — Едмонтон: Славутич, 1998. — С. 205—218.
- Жила В. Українське назвознавство на Заході // Хрестоматія з української літератури в Канаді. — Едмонтон, 2000. — С. 511—524.
- Творчість Яра Славутича: Статті й рецензії / Упоряд. В. Жила. — Едмонтон, 1978. — 431 с.

Інші праці
- Суспільно-громадські питання в творчості Івана Франка. — Нью-Йорк; Париж; Торонто, 1967. Ч. 1;
- Образ Івана Вишенського в творах Івана Франка. — Нью-Йорк, 1968. Ч. 2;
- Мова й стиль Панаса Мирного (На основі роману «Хіба ревуть воли, як ясла повні?»). Збірка на пошану Івана Мірчука. — Мюнхен, 1974;
- 'Національно-релігійні особливості католицької полемічної літератури в Україні кінця XVI — початку XVII сторіч. — Мюнхен, 1989;
- НТШ в розсіянні і його місце в українській науці. Від НТШ до УВУ. — Пряшів; Свидник, 1991;
- «Свинська конституція» — визначний сатиричний твір Івана Франка. — Нью-Йорк; Париж; Сідней; Торонто, 1996;
- Гетьман Іван Мазепа під турецькою опікою: Історія та оцінка;
- Українська антропонімія в Харківському реєстрі 1660 р.;
- Іван Франко — перекладач і інтерпретатор Гете;
- Ідейні основи Шевченкового Гамалії;
- Франц Кафка — письменник двадцятого сторіччя;
- З історії українознавства і славістики в Канаді.